# Primera Divisió (2005/2006)
Primera Divisió (2005/2006) – 11. edycja najwyższej klasy rozgrywkowej piłki nożnej w Andorze. 
Sezon rozpoczął się 25 września 2005 roku, a zakończył 30 kwietnia 2006 roku. 
Obrońcą tytułu była drużyna Sant Julià. 
Tytuł mistrzowski zdobył Rànger’s.

## Drużyny
| Uczestnicy poprzedniej edycji                                                                                 | Uczestnicy poprzedniej edycji | Uczestnicy poprzedniej edycji | Uczestnicy poprzedniej edycji |
| --- | ----------------------------- | ----------------------------- | ----------------------------- |
| SJU | UE Sant Julià                 | 1                             |                               |
| RAN | FC Rànger's                   | 2                             |                               |
| SFC | FC Santa Coloma               | 3                             |                               |
| PRI | CE Principat                  | 4                             |                               |
| INT | Inter Club d’Escaldes         | 5                             |                               |
| LUS | FC Lusitanos                  | 6                             |                               |
| ATL | Atlètic D'Escaldes            | 7                             |                               |
| Awans z Segona Divisió                                                                                        |                               |                               |                               |
| EXT | UE Extremenya                 | 2                             |                               |
| Oznaczenia: - kolumna pierwsza – skróty nazw drużyn, - kolumna trzecia – miejsce zajęte w poprzednim sezonie. |                               |                               |                               |

## Format rozgrywek
Osiem uczestniczących drużyn gra mecze każdy z każdym w pierwszej fazie rozgrywek. 
W ten sposób odbywa się pierwszych 14 meczów. Następnie liga zostaje podzielona na dwie grupy po cztery zespoły. 
W obu grupach drużyny rozgrywają kolejne mecze – dwukrotnie (mecz i rewanż) z każdą z drużyn znajdujących się w jej połówce tabeli. 
W ten sposób każda z drużyn rozgrywa kolejnych sześć meczów, a punkty i bramki zdobyte w pierwszej fazie są brane pod uwagę w fazie drugiej. 
Górna połówka tabeli walczy o mistrzostwo Andory oraz kwalifikacje do rozgrywek europejskich, natomiast dolna połówka broni się przed spadkiem. 
Do niższej ligi spada bezpośrednio ostatnia drużyna, a przedostatnia musi rozgrywać baraż z drugą drużyną z niższej ligi.

## Faza zasadnicza
| Lp. | Drużyna            | M  | Z  | R | P  | B+ | B- | +/– | Pkt | Kwalifikacja      |  | RAN  | SJU | SFC | LUS | INT | ATL | PRI | EXT  |
| --- | ------------------ | -- | -- | - | -- | -- | -- | --- | --- | ----------------- |  | ---- | --- | --- | --- | --- | --- | --- | ---- |
| 1   | Rànger's           | 14 | 12 | 1 | 1  | 62 | 7  | +55 | 37  | Grupa mistrzowska |  |      | 1–3 | 2–0 | 2–0 | 4–0 | 7–0 | 6–0 | 7–1  |
| 2   | Sant Julià         | 14 | 10 | 2 | 2  | 53 | 12 | +41 | 32  | Grupa mistrzowska |  | 0–2  |     | 2–0 | 3–1 | 1–2 | 5–0 | 2–0 | 10–0 |
| 3   | FC Santa Coloma    | 14 | 9  | 1 | 4  | 41 | 12 | +29 | 28  | Grupa mistrzowska |  | 0–1  | 2–2 |     | 0–2 | 3–1 | 2–1 | 5–0 | 9–0  |
| 4   | Lusitans           | 14 | 8  | 0 | 6  | 26 | 29 | −3  | 24  | Grupa mistrzowska |  | 1–7  | 1–6 | 1–3 |     | 0–1 | 2–1 | 3–1 | 6–1  |
| 5   | Inter d'Escaldes   | 14 | 7  | 2 | 5  | 22 | 23 | −1  | 23  | Grupa spadkowa    |  | 1–4  | 2–2 | 0–5 | 0–1 |     | 0–0 | 5–1 | 3–1  |
| 6   | Atlètic d'Escaldes | 14 | 3  | 3 | 8  | 10 | 24 | −14 | 12  | Grupa spadkowa    |  | 0–0  | 1–3 | 0–2 | 0–1 | 0–1 |     | 0–0 | 2–0  |
| 7   | Principat          | 14 | 1  | 2 | 11 | 12 | 45 | −33 | 5   | Grupa spadkowa    |  | 1–5  | 0–5 | 0–2 | 2–4 | 1–4 | 0–1 |     | 5–2  |
| 8   | Extremenya         | 14 | 0  | 1 | 13 | 9  | 83 | −74 | 1   | Grupa spadkowa    |  | 0–14 | 0–9 | 0–8 | 2–3 | 0–2 | 1–4 | 1–1 |      |

1. ↑  Mecz przerwany w 12' przy stanie 0-1. Mecz dokończono 12 marca.

## Faza finałowa
| Grupa mistrzowska |                     |    |    |   |    |    |    |     |    |                                      |     |     |     |     |     |     |     |     |     |
| 1                 | Rànger's (M)        | 20 | 16 | 3 | 1  | 73 | 12 | +61 | 51 | Puchar UEFA • I runda kwalifikacyjna |     |     | 2–1 | 1–1 | 3–1 |     |     |     |     |
| 2                 | Sant Julià          | 20 | 12 | 3 | 5  | 61 | 19 | +42 | 39 | Puchar Intertoto UEFA • I runda      |     | 1–1 |     | 1–0 | 5–1 |     |     |     |     |
| 3                 | FC Santa Coloma (P) | 20 | 11 | 3 | 6  | 47 | 17 | +30 | 36 |                                      |     | 1–2 | 2–0 |     | 1–0 |     |     |     |     |
| 4                 | Lusitans            | 20 | 9  | 1 | 10 | 30 | 41 | −11 | 28 |                                      | 0–2 | 1–0 | 1–1 |     |     |     |     |     |     |
| Grupa spadkowa    |                     |    |    |   |    |    |    |     |    |                                      |     |     |     |     |     |     |     |     |     |
| 5                 | Inter d'Escaldes    | 20 | 11 | 3 | 6  | 36 | 28 | +8  | 36 |                                      |     |     |     |     |     |     | 2–2 | 2–1 | 3–0 |
| 6                 | Atlètic d'Escaldes  | 20 | 8  | 4 | 8  | 21 | 27 | −6  | 28 |                                      |     |     |     |     | 1–0 |     | 2–0 | 3–0 |     |
| 7                 | Principat (B, O)    | 20 | 3  | 2 | 15 | 18 | 55 | −37 | 11 | Baraże o Primera Divisió             |     |     |     |     |     | 0–3 | 1–2 |     | 1–0 |
| 8                 | Extremenya (S)      | 20 | 0  | 1 | 19 | 11 | 98 | −87 | 1  | Spadek do Segona Divisió             |     |     |     |     |     | 1–4 | 0–1 | 1–3 |     |

1. ↑  Mecz został zweryfikowany jako walkower dla Atlètic d'Escaldes z powodu nie stawienia się drużyny Extremenya.

## Baraże o Primera Divisió
Principat wygrał 3-0 dwumecz z Engordany wicemistrzem Segona Divisió (2005/2006) o miejsce w Primera Divisió (2006/2007). 
| Drużyna 1                                       | Wynik dwumeczu                                  | Drużyna 2                                       | Pierwszy mecz                                   | Drugi mecz                                      |
| pierwszy mecz 14 maja 2006, rewanż 21 maja 2006 | pierwszy mecz 14 maja 2006, rewanż 21 maja 2006 | pierwszy mecz 14 maja 2006, rewanż 21 maja 2006 | pierwszy mecz 14 maja 2006, rewanż 21 maja 2006 | pierwszy mecz 14 maja 2006, rewanż 21 maja 2006 |
| ----------------------------------------------- | ----------------------------------------------- | ----------------------------------------------- | ----------------------------------------------- | ----------------------------------------------- |
| Principat                                       | 3:0                                             | Engordany                                       | 3:0                                             | 0:0                                             |
| Po lewej gospodarz pierwszego meczu.            |                                                 |                                                 |                                                 |                                                 |